# Cognomi del Friuli Venezia Giulia
I cognomi del Friuli-Venezia Giulia sono cognomi tipicamente diffusi in Friuli-Venezia Giulia e nelle sue province e comuni.

## Caratteristiche

### Cognomi friulani
I cognomi friulani, ovvero quei cognomi sviluppatesi nelle provincie di Udine e Pordenone, hanno diverse caratteristiche e forme. Alcuni si avvicinano ai cognomi veneti, per stile e struttura finale in consonante e un esempio sono i cognomi Santin, Fantin, Martin, Zamuner. Quest'ultimi sono molto diffusi soprattutto in provincia di Pordenone, dove vi è una grossa influenza e presenza veneta, non solo a livello demografico ma anche culturale.
A Udine, nel corso dei secoli, si sono sviluppati cognomi tipici, con finali classiche in -Ussi o -Utti, dove il suffisso -utti sta per "il figlio di". Un esempio sono i cognomi Pilutti, Cantarutti, Mattiussi o Zanussi. Nelle valli del Natisone troviamo cognomi con finali in -Ig, -ach o in -Igh come Birtig, Dorgnach, Blasetig. In Carnia vi è una situazione diversa; sovrastano i cognomi con finali in -is (come il cognome Petris), -Otti o -Otto (come i cognomi Candotto e Candotti) e cognomi indicanti luoghi di montagna come i cognomi Valle, e Monte. In Friuli non mancano cognomi legati alla professione come Marangoni (da "carpentiere/falegname"), Fabris ("fabbricante, artefice"), Degano ("Decano"), Fabbro, Calligaris ("calzolaio") e cognomi derivanti da nomi personali come Zanin (da "Gianni"), Zuliani, Beltrame, Venier.

### Cognomi della Venezia Giulia
I cognomi della Venezia Giulia si dividono in due grandi categorie; I cognomi provenienti dalla tradizione veneta, e i cognomi di origine slava.
Nel goriziano troviamo cognomi di origine veneta (come Bressan, Visintin, Marchesan, Furlan) e altri d'impostazione slava, prettamente sloveni, come Leban, Komic, Tomsic, Devetak. A Trieste vi è pressappoco la medesima situazione, se non altro che la città ha sviluppato nel corso dei secoli propri cognomi tipici, non influenzati dalla Serenissima o dal vicino popolo sloveno. Alcuni cognomi tipici triestini sono Degrassi, Vascotto, Fonda, Franco, mentre per quanto riguarda quelli sloveni vi sono a Trieste i cognomi Coslovich, Crevatin, Milic, Kralj.

## Frequenza

### Diffusione regionale[6]
I dieci cognomi più diffusi in Friuli sono:
1. Fabbro
2. Rossi
3. Mauro
4. Furlan
5. Moro
6. Visintin
7. Trevisan
8. Zuliani
9. Fabris
10. Franco

### Cognomi più diffusi per provincia[6]
| Provincia | Cognomi |
| --------- | --- |
| Gorizia   | Visintin, Furlan, Trevisan, Bressan, Medeot, Marega, Franco, Calligaris, Donda, Marchesan, Brumat, Fabris, Boscarol, Corbatto, Zotti.    |
| Pordenone | Santarossa, Ros, Basso, Moro, Bortolin, Martin, Corazza, Fabbro, Santin, Bortolussi, Moras, Trevisan, D'Andrea, Zambon, Colussi.         |
| Trieste   | Vascotto, Furlan, Degrassi, Crevatin, Gregori, Ferluga, Visintin, Coslovich, Bossi, Stefani, Carli, Pertot, Fontanot, Mauro, Fragiacomo. |
| Udine     | Fabbro, Mauro, Zuliani, Degano, Moro, Beltrame, Monte, Picco, Fabris, Venturini, Marcuzzi, Londero, Tosolini, Moretti, Giusto.           |

### Cognomi nei capoluoghi di provincia[6]
| Città     | Cognomi tipici                                                                            | Note  |
| --------- | ----------------------------------------------------------------------------------------- | ----- |
| Gorizia   | Bressan, Bregant, Marega, Grusovin, Nanut, Peteani, Furlan, Paulin, Medeot, Farinon.      | [ 7 ] |
| Pordenone | Santarossa, Brusadin, Moro, Furlan, Grizzo, Turchet, Martin, Del Ben, Biscontin, Pivetta. | [ 8 ] |
| Trieste   | Furlan, Vascotto, Gregori, Visintin, Fragiacomo, Coslovich, Sossi, Carli, Fonda, Ruzzier. | [ 5 ] |
| Udine     | Rizzi, Rossi, Degano, Feruglio, Zilli, Zuliani, Bassi, Lodolo, Fabris, Agosto.            | B     |